# Ermita del Calvari de Vilafranca
L'ermita del Calvari, localitzada al final del carrer «La Bassa» de Vilafranca, a la comarca dels Ports, és un lloc de culte catòlic catalogat com Bé de rellevància local, segons la Disposició Addicional Cinquena de la Llei 5/2007, de 9 de febrer, de la Generalitat Valenciana, de modificació de la Llei 4/1998, d'11 de juny, del Patrimoni Cultural Valencià (DOCV, núm. 5.449, de 13/02/2007), amb codi identificatiu: 12.02.129-015.

## Descripció
Es localitza al final del típic Calvari o Viacrucis en forma de ziga-zaga, que puja un camí vorejat per xiprers fins al cim on s'eleva una petita ermita, del segle xviii, dedicada a la Crucifixión de Jesús.
El seu origen es deu a la intervenció d'un prevere, Ignacio Peñarroya, que tenia com a benefici la parròquia de Vilafranca, destinant en 1733 el terreny d'una finca de la seva propietat, que es localitzava en un petit monticle situat a la dreta de l'antic camí de Llauris i Castellfort, perquè es construís primer un calvari, i més tard, en 1739 una ermita de reduïdes dimensions.